# Amietia vertebralis
Amietia vertebralis é uma espécie de anfíbio da família Ranidae. É a única espécie do género Amietia.
Pode ser encontrada nos seguintes países: Lesoto e África do Sul.
Os seus habitats naturais são: campos de gramíneas de clima temperado, rios e pântanos.
Está ameaçada por perda de habitat.